# Habenaria melanopoda
Habenaria melanopoda är en orkidéart som beskrevs av Frederico Carlos Hoehne och Schltr.. Habenaria melanopoda ingår i släktet Habenaria och familjen orkidéer. Inga underarter finns listade i Catalogue of Life.